# 劉子頊
劉子頊（りゅう しきょく、孝建3年（456年）- 泰始2年8月24日（466年9月19日））は、南朝宋の皇族。臨海王。孝武帝劉駿の七男。字は孝列。

## 経歴
劉駿と史昭華のあいだの子として生まれた。大明4年（460年）、歴陽王に封じられ、冠軍将軍・呉興郡太守に任じられた。大明5年（461年）閏月、臨海王に改封された。10月、使持節・都督広交二州湘州之始興始安臨賀三郡諸軍事・征虜将軍・平越中郎将・広州刺史に転じた。大明6年（462年）7月、荊州刺史となった。大明8年（464年）、前将軍の号を受けた。
前廃帝が即位すると、本号のまま都督荊湘雍益梁寧南北秦八州諸軍事の任を加えられた。泰始元年（465年）12月、明帝が即位すると、子頊は鎮軍将軍・丹陽尹に任じられた。さらに平西将軍の号を与えられたが、長史の孔道存が命を拒否し、晋安王劉子勛に呼応して挙兵した。泰始2年（466年）1月、劉子勛が帝を称すると、子頊は衛将軍・開府儀同三司の位を受けた。8月、劉胡・袁顗らが敗れると、呉喜・張興世らの軍がやってきて、子頊は殺害された。巴陵に葬られた。

## 伝記資料
- 『宋書』巻80 列伝第40
- 『南史』巻14 列伝第4